# Доња Трепча (Чачак)
Доња Трепча је насеље у Србији у општини Чачак у Моравичком округу. Према попису из 2022. било је 808 становника. Први пут се помиње у петнаестом веку.
Овде се налазе Црква Светог пророка Илије у Доњој Трепчи и ОШ „22. децембар” Доња Трепча.

## Географски положај
Доња Трепча се налази на северном делу општине Чачак, удаљена од града 14 километара, на прелазу из долине Западне Мораве у брежуљкасто-брдске пределе Шумадије. Село се налази на надморској висини од 200 до 500 метара. Доња Трепча је село раштрканог типа, подељено на засеоке потоцима и речицом Бањом. Засеоци традиционално носе имена већих фамилија које у њима живе: Пауновићи, Добросављевићи, Урошевићи, Карапавловићи, Николићи и Бојовићи. Осим њих, већи засеоци су Орловак (на брду Орловаку, према селу Мојсињу) и Пољане.
У непосредној близини се налази село Горња Трепча, познато по природном лечилишту Бања Трепча. Горња и Доња Трепча су некада били једно село.

## Становништво
Према попису из 1991. године, Доња Трепча је имала 1118 становника и 306 домаћинстава. Становништво се након Другог светског рата смањује. Након 1991. године, ратови на подручју бивше Југославије довели су у ово село избеглице из разних крајева бивше земље. Већина је у Доњој Трепчи остала привремено, али су се неки од њих и трајно настанили у селу.
Данашње становништво Трепче ("Трепчанци") се насељавало након сеоба у 17. и 18. веку, из брдских и планинских крајева. Сматра се да је већина становника доселила из подручја Старог Раса и Сјенице, а да потиче из Црне Горе и Херцеговине.

## Историја
Из Књиге Владимира Тошића "Мрчајевци и околина“ издате 1978. године страна 113 и 114. „Село Трепча је, како се претпоставља, у раном средњем веку било само једно село и под једним називом Трепча. Насеље је било подвојено: једно у доњем крају а у источно-јужној страни према Мојсињу, а друго насеље у горњем крају испод косе „Липара“, а према данашњој бањи, где су приликом неког копања нађени у земљи остаци од насеља, а који се данас чувају у Народном музеју у Чачку. Исто село било је у великом разбацаном простору по падинама рудничко-планинских огранака. То је, како се претпоставља, и довело до поделе и то у првој половини 16. века, на два дела: Горњу и Доњу Трепчу. Села се под тим називима у турским аналима први пут помињу 1530. године. Тако је названо, по неким средњовековним становницима који су дошли из Црне Горе (од племена Трепчана) и дали селу своје име. О подели истог села слаже се и стогодишњак Војин Јевтовић из Доње Трепче. Оба ова Трепчанска села, како се може претпоставити, са насељем словенске народности почели су у раном средњем веку, још пре примања хришћанства, па су после из неких разлога опустела, те се због тог у првој половини 13. века не помињу, јер да су ма која од њих два постојала, она би се свакако реченом повељом поменула (пошто је већ поменута жупа Морава). Територија поменутих села била је у саставу више поменуте жупе и насеље у раном средњем веку је постојало, о чему, поред напред реченог, сведоче и њихова култна места остала из времена примања хришћанства."
Према књизи Милована Миње Урошевића „Школа у Доњој Трепчи 1897-1997“, pp. 5: „Најстарији писани податак потиче из 1476. године, када је овај крај припадао смедеревском санџаку. У турским дефтерима – катастарским пописима кућа и становништва помиње се Трепча као једно насеље са 21 табијом и 32 домаћинства. Следеће помињање потиче из 1530. године када су раздвојене Доња и Горња Трепча... За Доњу Трепчу, у истом кадилуку, наводи се: Село Доња Трепча имало је 1530. године 30 кућа и исто толико домаћина, 5 неожењених и 4 баштине, а плаћало је спахији 4608 акчи феудалних даћа...
Из ових података можемо закључити да су у средњем веку обе Трепче биле насељене (иако ретко) те да их је насељавао српски сеоски живаљ који је под турском спахији плаћао феудалне порезе. Међутим, потомака ових староседелаца скоро да нема више у Трепчи. После сеобе Срба крајем 17. века и у првој половини 18. века, села у западном Поморављу су опустела, а потомци одсељеника живе данас у Војводини, Мађарској или чак Русији. Од средине 18. века чачански крај насељавају досељеници из црногорских Брда, из Херцеговине, околине Сјенице, источне Босне, или са југа. Овај процес померања становништва траје до данас, а изазван је ратовима и економским разлозима. Процес је веома болан, траје вековима и испуњен је драматичним појединачним и колективним судбинама...“

## Знаменити Трепчанци
Према Радомиру М. Илићу, „О љубићским селима – Антропогеографска проучавања“ (Српски етнографски зборник, Српска краљевска академија 1903), баба Вишња, мајка књаза Милоша Обреновића је рођена у овом селу, у засеоку Орловак.
Село Доња Трепча дало је и двојицу генерала: Средоја Урошевић (1917-2007), команданта Друге пролетерске бригаде током Другог светског рата, као и носиоца бројних партијских дужности у послератном периоду, и генерал-мајора Миливоја Бојовића (1951), ађутанта Слободана Милошевића, као и команданта Гардијске бригаде, те Ужичког корпуса Војске Југославије, који је пензионисан 2003. године.
Такође, људи који су оставили дубок траг на локалном плану, а потичу из Доње Трепче, су:
- Миљко Урошевић, градитељ и проналазач 1920-тих и '30-тих[1]
- Георгије Добросављевић, православни архимандрит
- Милош Урошевић (1942), председник општине Чачак у периоду 1989-1992. године и проналазач
- др Живорад Бојовић (1934—2011), редовни професор Грађевинског факултета Универзитета у Београду
- Милован Миња Урошевић, писац (Антологија чачанског песништва „Чари завичаја“, „Школа у Доњој Трепчи 1897—1997", итд.).

## Спорт
- ФК Задругар Доња Трепча је основан 5. фебруара 1961. године и тренутно се такмичи у Моравичкој окружној лиги.

## Демографија
У насељу Доња Трепча живи 843 пунолетна становника, а просечна старост становништва износи 44,0 година (42,3 код мушкараца и 45,7 код жена). У насељу има 328 домаћинстава, а просечан број чланова по домаћинству је 3,10.
Ово насеље је великим делом насељено Србима (према попису из 2002. године), а у последња три пописа, примећен је пад у броју становника.
|  |

| Демографија | Демографија | Демографија |
| Година      | Становника  | Становника  |
| ----------- | ----------- | ----------- |
| 1948.       | 1.607       |             |
| 1953.       | 1.613       |             |
| 1961.       | 1.515       |             |
| 1971.       | 1.247       |             |
| 1981.       | 1.167       |             |
| 1991.       | 1.128       | 1.104       |
| 2002.       | 1.018       | 1.062       |
| 2011.       | 989         |             |

| Етнички састав према попису из 2002.‍ | Етнички састав према попису из 2002.‍ | Етнички састав према попису из 2002.‍ | Етнички састав према попису из 2002.‍ | Етнички састав према попису из 2002.‍ |
| ------------------------------------ | ------------------------------------ | ------------------------------------ | ------------------------------------ | ------------------------------------ |
|                                      |                                      |                                      |                                      |                                      |
| Срби                                 | Срби                                 |                                      | 1.011                                | 99,31%                               |
| Црногорци                            | Црногорци                            |                                      | 1                                    | 0,09%                                |
| непознато                            | непознато                            |                                      | 4                                    | 0,39%                                |

| \| \| м \| \| \| ж \| \| ? \| 4 \| \| \| 4 \| \| 80+ \| 12 \| \| \| 23 \| \| 75—79 \| 26 \| \| \| 45 \| \| 70—74 \| 37 \| \| \| 36 \| \| 65—69 \| 28 \| \| \| 45 \| \| 60—64 \| 25 \| \| \| 27 \| \| 55—59 \| 23 \| \| \| 27 \| \| 50—54 \| 30 \| \| \| 25 \| \| 45—49 \| 53 \| \| \| 39 \| \| 40—44 \| 39 \| \| \| 38 \| \| 35—39 \| 28 \| \| \| 32 \| \| 30—34 \| 34 \| \| \| 26 \| \| 25—29 \| 29 \| \| \| 26 \| \| 20—24 \| 29 \| \| \| 25 \| \| 15—19 \| 28 \| \| \| 30 \| \| 10—14 \| 30 \| \| \| 24 \| \| 5—9 \| 24 \| \| \| 23 \| \| 0—4 \| 21 \| \| \| 23 \| \| Просек : \| 42,3 \| \| \| 45,7 \| |      |  |  |      |
| |      |  |  |      |
| | м    |  |  | ж    |
| ? | 4    |  |  | 4    |
| 80+ | 12   |  |  | 23   |
| 75—79 | 26   |  |  | 45   |
| 70—74 | 37   |  |  | 36   |
| 65—69 | 28   |  |  | 45   |
| 60—64 | 25   |  |  | 27   |
| 55—59 | 23   |  |  | 27   |
| 50—54 | 30   |  |  | 25   |
| 45—49 | 53   |  |  | 39   |
| 40—44 | 39   |  |  | 38   |
| 35—39 | 28   |  |  | 32   |
| 30—34 | 34   |  |  | 26   |
| 25—29 | 29   |  |  | 26   |
| 20—24 | 29   |  |  | 25   |
| 15—19 | 28   |  |  | 30   |
| 10—14 | 30   |  |  | 24   |
| 5—9 | 24   |  |  | 23   |
| 0—4 | 21   |  |  | 23   |
| Просек : | 42,3 |  |  | 45,7 |

| Година пописа     | 1948. | 1953. | 1961. | 1971. | 1981. | 1991. | 2002. |
| ----------------- | ----- | ----- | ----- | ----- | ----- | ----- | ----- |
| Број домаћинстава | 306   | 341   | 368   | 347   | 354   | 350   | 328   |

| Број чланова      | 1  | 2  | 3  | 4  | 5  | 6  | 7  | 8 | 9 | 10 и више | Просек |
| ----------------- | -- | -- | -- | -- | -- | -- | -- | - | - | --------- | ------ |
| Број домаћинстава | 82 | 76 | 41 | 47 | 39 | 29 | 11 | 0 | 3 | 0         | 3,10   |

| Пол    | Укупно | Неожењен/Неудата | Ожењен/Удата | Удовац/Удовица | Разведен/Разведена | Непознато |
| ------ | ------ | ---------------- | ------------ | -------------- | ------------------ | --------- |
| Мушки  | 425    | 118              | 267          | 28             | 10                 | 2         |
| Женски | 448    | 69               | 270          | 99             | 7                  | 3         |
| УКУПНО | 873    | 187              | 537          | 127            | 17                 | 5         |

| Пол    | Укупно                    | Пољопривреда, лов и шумарство | Рибарство                            | Вађење руде и камена | Прерађивачка индустрија       |
| ------ | ------------------------- | ----------------------------- | ------------------------------------ | -------------------- | ----------------------------- |
| Мушки  | 233                       | 111                           | 0                                    | 1                    | 50                            |
| Женски | 119                       | 59                            | 0                                    | 0                    | 21                            |
| Укупно | 352                       | 170                           | 0                                    | 1                    | 71                            |
|        |                           |                               |                                      |                      |                               |
| Пол    | Производња и снабдевање   | Грађевинарство                | Трговина                             | Хотели и ресторани   | Саобраћај, складиштење и везе |
| Мушки  | 1                         | 15                            | 15                                   | 1                    | 19                            |
| Женски | 0                         | 2                             | 11                                   | 1                    | 4                             |
| Укупно | 1                         | 17                            | 26                                   | 2                    | 23                            |
|        |                           |                               |                                      |                      |                               |
| Пол    | Финансијско посредовање   | Некретнине                    | Државна управа и одбрана             | Образовање           | Здравствени и социјални рад   |
| Мушки  | 0                         | 2                             | 8                                    | 2                    | 5                             |
| Женски | 1                         | 1                             | 1                                    | 6                    | 8                             |
| Укупно | 1                         | 3                             | 9                                    | 8                    | 13                            |
|        |                           |                               |                                      |                      |                               |
| Пол    | Остале услужне активности | Приватна домаћинства          | Екстериторијалне организације и тела | Непознато            | Непознато                     |
| Мушки  | 2                         | 0                             | 0                                    | 1                    | 1                             |
| Женски | 2                         | 0                             | 0                                    | 2                    | 2                             |
| Укупно | 4                         | 0                             | 0                                    | 3                    | 3                             |